# Génération top 50
 (mai 2023).
Si vous disposez d'ouvrages ou d'articles de référence ou si vous connaissez des sites web de qualité traitant du thème abordé ici, merci de compléter l'article en donnant les références utiles à sa vérifiabilité et en les liant à la section « Notes et références ».
Génération top 50 est une émission musicale de divertissement, qui repose essentiellement sur les grands tubes qui ont fait recette dans les années 1980 et 1990. L'émission est présenté par Jérôme Anthony.

## Concept de l'émission
A chaque émission, Génération top 50 revisite dans chacune de ses émissions, une année de titres musicaux. Elle se base sur le Top 50, là où le titre de l'émission est tirée.
Néanmoins, Génération top 50 n'a pas été la seule émission qui traite de l'histoire du classement. En 2009, un programme similaire appelé Le Top avait été proposé sur Europe 1. De même, plusieurs autres émissions sont proposés à la radio (Génération Toesca, Top des Tubes). A la télévision, ce sont plutôt des émissions unitaires qui sont proposés (comme Les 25 ans du Top 50 en 2009). Le plus souvent, ces émissions spéciales sont sous forme de concerts.
Dans Génération top 50, il existe deux types d'émissions : les émissions standard et les émissions live.

### Formatstandard
Ces émissions, consacrée chacune à une année particulière du Top 50, regroupent les tubes ayant marqué le classement par catégories (artistes masculins/féminines, rock, rap, r'n'b, dance machine - pour les années 1990, duos, révélation, star du Top, musiques de pub, BO de films, musiques de la télé, artistes n'ayant classé un seul tube, duels entre deux artistes...). Des informations sur l'artiste, la chanson elle-même, ainsi que sur ses performances au Top 50 défilent. A la fin de chaque émission sont révélés l'entrée fracassante (la meilleure entrée), la chanson restée le plus longtemps dans le classement, et le n°1 des numéros 1 (la chanson restée le plus longtemps n°1 au Top 50 - à ne pas confondre avec le single le plus vendu de l'année !).
A noter que les émissions standard comprennent également les années 2000 et 2001, histoire de découvrir les tubes ayant marqué le Top 50 en ce nouveau Millénaire, et ce juste avant la crise du disque entamée au cours de la décennie 2000.

### Format «live»
Ces émissions se déroulent en public. Une émission de ce type est composée d'un classement de 25 places (divisés en 5 parties égales) votés par les internautes, de reportages (les thèmes abordés sont la musique ou l'histoire du classement elle-même) et d'un live avec un artiste.

## Déclinaisons
- Le meilleur du Top 50
- Les 30 ans du Top 50

## Diffusion

### Diffusion sur W9
Génération top 50 a connu différents cases horaires. Ces émissions étaient diffusées en quotidienne, d'abord l'après-midi (vers 15 h), puis le matin aux alentours de 11 h 30. Elle occupait dans le même temps une diffusion tous les week-ends en matinée.
Mais aujourd'hui, la diffusion de Génération top 50 se déroule le dimanche matin, de 9 h 30 à 12 h 30. Elle est diffusée en alternance avec Génération Hit machine sur cette case.

### Diffusion sur M6 Music
L'émission était auparavant diffusée chaque samedi de 20h00 à 22h00.